# Connie Willis
Constance Elaine Trimmer Willis, född 31 december 1945 i Denver, Colorado,  är en amerikansk science fiction-författare. 1982 belönades hon med Nebulapriset för långnovellen Fire Watch och för novellen A Letter From the Clearys, 1988 för kortromanen The Last of the Winniebagos, 1989 för långnovellen At the Rialto, 1992 för romanen Doomsday Book och för novellen Even the Queen. Hon har även fått Hugopriset flera gånger.

## Bibliografi (urval)

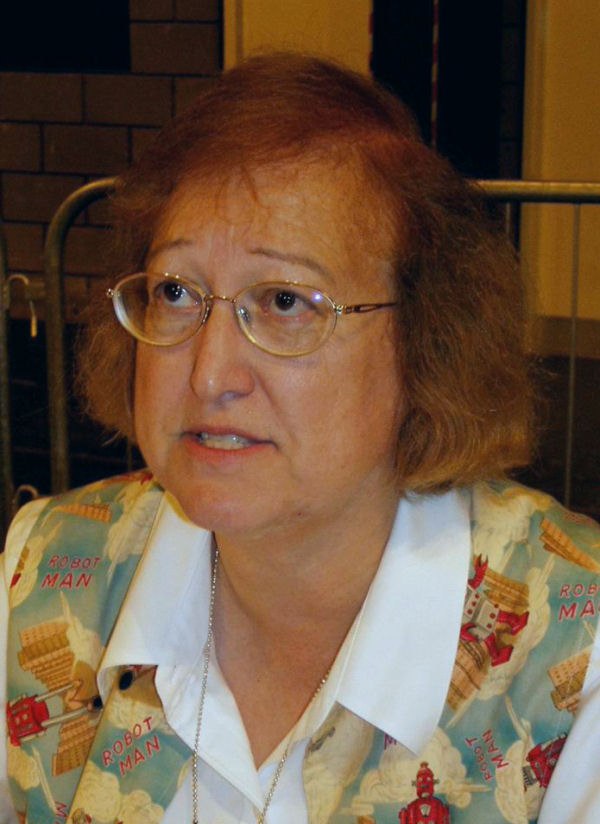
Connie Willis på Worldcon 2005 i Glasgow